# 非人類靈長類動物的性徵二形化

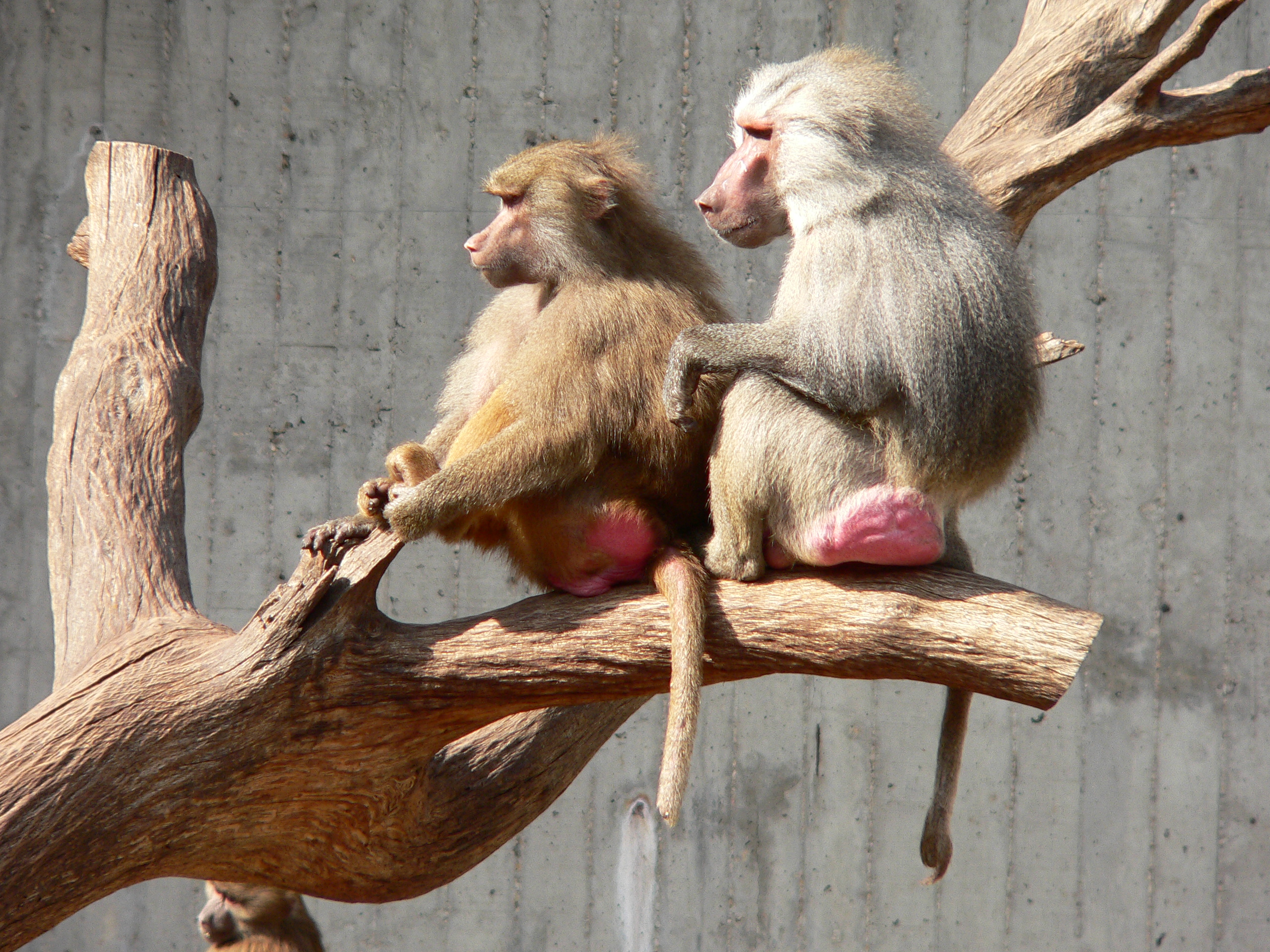
雌性長鼻猴(左)和雄性長鼻猴(右)

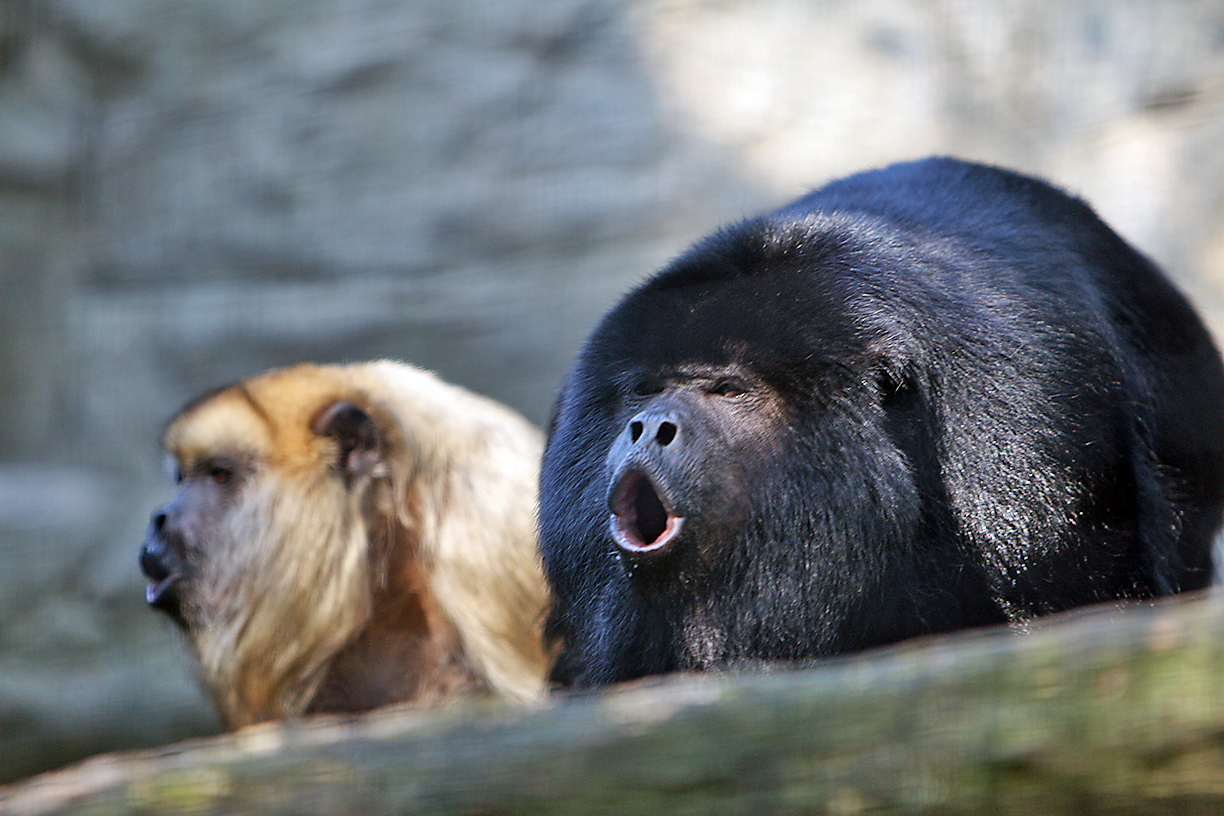
雌性黑吼猴(左)和雄性黑吼猴(右)

性徵二形化描述了在同一物種中雄性和雌性之間在形態、生理和行為方面的差異。大多數靈長類動物在不同的生物特徵上都有性徵二形化的現象，如體型、犬齒大小、顱顏結構、骨骼尺寸、皮毛顏色和斑紋，以及聲音表達。然而，這種性別差異主要限於人猿類靈長類動物；大部分的闊鼻亞目靈長類strepsirrhine primates（狐猴和懶猴）動物，以及眼鏡猴是單一型。
性徵二形化會以許多不同的形式呈現。在雄性和雌性靈長類動物中，有明顯的生理差異，如體型或犬齒大小。兩性異形也可以在骨骼特徵上觀察到，如骨盆形狀或骨骼的粗壯程度。在靈長類動物的性選擇中有兩種交配系統。

## 類型

### 體型差異
現存的靈長類動物在性徵尺寸的兩性異形（SSD）或體型的性分化呈現了廣泛的變異性。例如長臂猿和狨猴（包括馬達加斯加的狐猴），雄性和雌性的體型幾乎相同；而黑猩猩和倭黑猩猩，則是雄性的體型大於雌性。在極端情況下，雄性的體型幾乎是雌性的兩倍大，例如大猩猩、紅毛猩猩、曼德里爾猴、哈馬德萊斯狒狒和長鼻猴等物種。靈長類動物體型的兩性異形模式可能對應著同性之間為了獲得交配機會而進行的競爭強度，即同性競爭；而另一性別則會受到繁殖能力選擇的制約。然而，某些小猴(callitrichine)和狨猴類靈長類(strepsirrhine primates)動物的性徵二形化是相反的，即雌性比雄性更大的現象。

### 牙齒尺寸
犬齒在性徵二形化的現象中是一種特殊的類型，意味著同物種的雄性犬齒比雌性大。在靈長類動物中，不同的分類亞族中，雄性和雌性的犬齒大小有所差異，但在狨猴類靈長類動物中，犬齒的性徵二形化仍最常見。例如，許多狒狒和獼猴中，雄性的犬齒大小是雌性的兩倍以上。然而，有些物種的雌性擁有比雄性更大的犬齒，例如東方褐色小狐猴（Microcebus rufus）。對於現存的狨猴類靈長類動物來說，犬齒在「尺寸」方面的性徵二形化則相對不明顯。例如，南美狐猴（Callicebus moloch）的雄性和雌性在犬齒大小上沒有任何差異。
在構成靈長類動物口腔的不同牙齒類型當中，犬齒的大小變異程度最大，而門齒的變異較小，臼齒的變異最少。犬齒的性徵二形化現象，常見於上頜犬齒，而下頜犬齒較為罕見。

### 顱顏結構
人猿類靈長類動物的顱顏性別差異有大範圍的變化，主要藉由個體的發育過程產。對人科動物的研究表明，一般而言，雄性的面部體積比神經顱體積增加更多，枕骨大孔更傾斜，並且頸部區域的重組更明顯。成年雄性獼猴、綠猴、紅毛猩猩和大猩猩的神經頭蓋的寬度、長度和高度大約高出成年雌性百分之九，而蜘蛛猴和長臂猿的性別差異通常平均在百分之四到百分之五。在紅毛猩猩中，雄性和雌性在眼窩、鼻寬和臉寬等面部特徵尺寸上，和生長方面有一些相似之處。然而，它們在各種面部高度（例如前面部、上頜骨和鼻子的高度）方面存在一些顯著差異。

### 骨骼結構
靈長類動物在骨骼結構上也呈現出性徵二形化。一般而言，靈長類動物的骨骼性徵二形化主要被稱為身體質量差異的產物。因此，雄性相對於雌性的體重較大，因為它們具有較高的骨骼質量。雄性擁有更大且更為堅固的骨骼結構，要歸因於更發達的肌肉組織，和更明顯的骨骼嵴。例如，雄性大猩猩擁有巨大的直脊和頸脊，這對應到它們發達的顳肌和頸肌。此外，長大且中空的舌骨是一種罕見的骨骼二形化，出現在雄性的長臂猿和吼猴身上，有助於它們的聲音產生共鳴。

### 毛髮顏色和斑紋
在成年靈長類動物中，可以發現毛髮和皮膚的性別差異，例如毛髮、鬍鬚、冠毛等。在一些物種中（例如狐猴、喜鵲猴、黑猩猩），毛髮的顏色或斑紋呈現明顯的兩性差異。例如，在曼德里爾猴（Mandrillus sphinx）中，雄性較雌性的臉部、臀部和生殖器上有廣泛且明顯的紅色和藍色色澤。雄性曼德里爾猴也擁有黃色鬍鬚、冠毛和明顯的鼻旁骨脊，而這些特徵在雌性身上退化，進而消失。研究表明，曼德里爾猴雄性的顏色，在物種之中具有象徵社會地位的作用。

### 暫時性的性徵二形化
部分靈長類動物的性徵二形化是暫時性的。在松鼠猴（Saimiri sciureus）中，雄性在繁殖季節期間會增加高達身體質量25%的脂肪，特別集中在上半身、手臂和肩膀。這種季節性現象被稱為「雄性肥胖」，與雄性之間的競爭，以及雌性偏好體型較大的雄性的性擇傾向有關。當雄性紅毛猩猩在群體中獲得支配優勢時，它們往往會增加體重並發展出肥大的臉頰凸緣（從頭頂開始包圍臉頰兩側，延伸至下顎的肥厚肌肉組織）。

### 聲音
許多成年靈長類動物，聲音會呈現出二形化的現象，包括發出呼叫聲（例如，具有特定聲學特徵的呼叫）和使用方式（例如，呼叫頻率和特定語境下的使用）。特定性別的呼叫聲常見於舊大陸猴，雄性會發出響亮的呼叫以分隔族群空間，雌性則是為了交配而大聲呼叫。森林綠猴類也傾向於在性別之間展現出明顯的聲音差異，主要是特定性別的呼叫類型。根據非洲綠猴品種之一的德布拉扎綠猴（Cercopithecus neglectus）的研究顯示，成年雌性的呼叫次數頻率（24次/小時）比成年雄性（2.5次/小時）高出七倍之多。不同使用方式的呼叫類型也在不同性別之間存有差異，雌性發出呼叫主要是為了採集（食物），而雄性則發出大量的呼叫用以威嚇。這種聲音使用的差異與社會角色有關，雌性在群體中參與更多的社交任務，而雄性則負責領地防禦。

## 終極機制
終極機制解釋了靈長類兩性異形表達的演化歷史及功能意義。

### 性內選擇
根據達爾文的定義，性擇有兩個組成部分，而性內選擇是其中之一，指的是同一性別內部的交配競爭。對於以競爭決定自身繁殖成功的物種而言，增加力量/體型以及武器/犬齒的選擇壓力會增加，進而產生性徵二形化的演化。性內選擇最常見的例子是雄性間競爭，指的是一個物種的雄性會為了優先接近雌性而互相鬥爭或威脅。
我們能夠從狒狒身上得知一個性內選擇的例子。眾所皆知雄性狒狒會為了雌性彼此進行暴力的鬥爭或威脅，並且在被視為有助於戰鬥的身體及犬齒的大小上呈現高程度的性徵二形化。這種互動的「優勝者」可以與渴望的雌性交配並繁衍後代，並將牠們的特徵傳給下一代，然而失敗的雄性們則是被排除在交配之外。因此，隨著時間的推移，有利於戰鬥的特徵就會在種群中被選擇出來。
性內選擇也會透過雌性之間競爭來發揮作用。舉例而言，雌性吼猴在群體內和群體之間經常會發生競爭性的衝突。紅吼猴的雌性間競爭可能是為了對抗幼崽殺害的一種對策，通過調節群體大小（驅逐其他雌性）來實現。
像這樣的雌性間競爭可能會選擇出體型更大和/或犬齒更長的雌性，並且藉由限制雄性間競爭的發生去降低雄性對於有同樣特徵所產生的壓力（因為群體大小的管制減少了移居雄性威脅/接手的可能性），整體而言降低了二形化。

### 性間選擇
性間選擇通常以雌性選擇為代表，但更常是指一個性別對異性的不同偏好，包含雄性對雌性的性脅迫。性徵二形化通常是通過雌性對特定的雄性第二性徵的偏好而產生的，這種偏好是通過異性之間選擇而實現，但也可能是由於雄性對其希望交配的雌性施加的選擇壓力而產生的，以實現雄性在體力上壓倒雌性的目的。對於雌性而言，配子生產、妊娠、哺乳及嬰兒的照顧都是需花費高能量的過程，所以這些能量及時間限制會導致牠們在可能的情況下選擇與具有更高品質基因的伴侶交配，以便能有更好的機會擁有生存及繁衍的成功率，以及有更高品質的後代。
重要的是，在這種情況下，被雌性所認為的「高品質」不一定會賦予雄性生存的優勢，但依定會被被雌性認為是吸引力或健康的標誌。關於這個情形的一個常見例子是色彩的性徵二形化。
對於恆河獼猴而言，面部紅色的特徵對雌性具有吸引力，甚至影響高階級雄性的繁殖成功率。要被視為性擇的性狀，其所述之特徵必須具遺傳性，並具有生殖優勢。在這個例子中，臉部發紅是可以遺傳的，但只有當雄性也處於高階級時才會增加其繁殖成功率，而且階級不是由面部發紅而決定的（恆河獼猴的主導地位不是基於競爭而是基於隊列)。雖然這個特徵被認為是性間選擇的結果，但這些例子也演示了性徵二形化的演化解釋有多複雜。
親子關係父不詳是雌性選擇的另一個組成部分。藉由積極的尋找與新移入進來的雄性交配，雌性會生產出父親未知的後代。這是對雌性有利的，因為它讓牠們能夠生育後代，而不用擔心幼崽被殺。這種「偷偷交配」意味著即使雄性「贏得」了與雌性交配的機會，幼崽的父親也不一定是藉由雄性間競爭的結果來確定，從而限制了與這種競爭相關的繁殖益處，且抑制性擇之性徵二形化的壓力。

### 交配系統
在簡鼻亞目靈長類（haplorhines）中，性內和性間選擇驅使性徵二形化的程度是取決於特定物種的社會組織和交配系統。系統發育學研究表明，簡鼻亞目靈長類（haplorhines）的一夫多妻制顯示二形化的水準升高。這是在我們預料之內的，因為一夫多妻的群體結構意味著雄性可以壟斷雌性，代表雄性間的競爭在確保繁殖機會方面扮演著重要角色。如果沒有對雌性有一定程度保障的接近權（如一夫一妻制的靈長類動物），一個雄性一生的繁殖產出將取決於牠超越其他雄性以及領導一群雌性的能力。但是有一個例外是，由於不清楚的原因，在一夫多妻的靈長類中，科羅賓猴（colobines）作為一個群體一直表現出低水準的體型方面的性徵二形化。另一方面，盤古猿（gibbons）是靈長類動物中一夫一妻制的一個案例，它可以被描述為「單態」，這意味著雄性和雌性看起來是一樣的，幾乎沒有性徵二形化的情形。簡鼻亞目靈長類（haplorhines）的交配制度與二形化之間的相關性可能顯示，性擇是這一個亞目物種性徵二形化背後的驅動力，而另一個可以觀察到更普遍的趨勢是，兩性體重差異與整體體型之問的相關性。
由於灣猴亞目靈長類（strepsirrhines）的交配系統與性徵二形化的強度之間缺乏明確的關係，因此這仍然是一個謎團。對於這個情形的解釋範圍很廣泛，包括生態約束、對速度和敏捷性的選擇，以及雌性社會優勢的獨特情況（例如狐猴中的情況），這些因素可能減少了二型化的表現。
在馬達加斯加，有一項研究對主要因素是否為環境限制提出了質疑，但並未找到具體因素來替代這一理論；簡單來說，關於為什麼灣猴亞目靈長類（strepsirrhines）沒有遵循與簡鼻亞目靈長類（haplorhines）相似的模式，目前還沒有達成共識。

### 種系發生
在幾個分類群中的所有物種中都觀察到相似程度的兩性體重差異，如鴕鳥、長臂猿、長尾猴及獼猴。不同類群的系統發育親緣性和性徵二形化之間的這種相關性反映了牠們在行為和生態條件上的相似性，而不是在獨立適應方面的相似性。這種觀點被稱為「系統發育生態位保守主義」。

### 地域性
陸生靈長類往往比樹棲靈長類表現出更大程度的性徵二形化。有人假設，體型較大和大齒較大的雄性陸生靈長類會更受青睞，因為牠們更容易受到捕食者的攻擊。另一種假設認為，樹棲靈長類的上肢大小有限，因為較大的體型可能會干擾牠們使用末端分支進行運動。然而，在一些鬚猴屬（Cercopithecus）的物種中，樹棲藍猴（C. mitis）在性徵二形化方面似乎比陸地綠色猴（C. aethiops）更為明顯。

### 生態位分化
有一種假設認為，雌雄間的生態位分化導致了靈長類物種體型的性徵二形化。由於繁殖活動的不同，雄性和雌性對生態棲息地有著不同的偏好，這可能導致飲食差異，進而產生形態上的二形化特徵。然而，由於缺乏具有說服力的數據，這種生態位分化的假設從未得到強而有力的支持。